# La historieta argentina
"La historieta argentina" es el nombre de una serie de historietas que representan biografías o reproducciones de próceres o eventos de la historia argentina. Es presentada por el historiador Felipe Pigna, y sus distintos números incluyen guiones de Esteban D’Aranno, Julio Leiva y Felipe Pigna, e ilustraciones de Miguel Scenna. 
El tono e dichas historietas concuerda con las posiciones historiográficas de Pigna, así como también con su estilo de presentación, que recurre con frecuencia al uso de la ironía o a trazar analogías entre acontecimientos históricos y otros contemporáneos. Un ejemplo de ello se puede apreciar en el tercer número, dedicado a la Invasiones Inglesas. Al indicar la expulsión de Sobremonte uno de los personajes dice "Ciudadanos de Buenos Aires, hoy aprendimos algo muy importante: los funcionarios corruptos, cobardes e ineficientes pueden ser removidos por el pueblo organizado. ¡¡¡Que se vayan todos!!!". "Que se vayan todos" fue el lema popular durante la Crisis de diciembre de 2001 en Argentina, en donde Fernando de la Rúa dejó la presidencia en medio de manifestaciones populares. 

## Títulos editados
1. Bouchard, el corsario de la patria (dedicado a Hipólito Bouchard)
2. San Martín (dedicado a José de San Martín)
3. Invasiones Inglesas (dedicado a las Invasiones Inglesas)
4. Sarmiento (dedicado a Domingo Faustino Sarmiento)
5. Revolución de Mayo (dedicado a la Revolución de Mayo)
6. Belgrano (dedicado a Manuel Belgrano)
7. Güemes (dedicado a Martín Miguel de Güemes)
8. Rosas (dedicado a Juan Manuel de Rosas)
9. Castelli / Monteagudo (dedicado a Juan José Castelli y Bernardo de Monteagudo)